# 爾朱天光
爾朱天光（496年—532年），秀容郡（今中國山西省朔州市北）人，契胡族人，爾朱榮從祖兄子，南北朝北魏政治人物。
天光少年勇敢果決，善弓馬，很得爾朱榮喜愛，每有軍機大事，常與他謀策。永安三年（530年），奉命率賀拔岳，侯莫陳悅等西討万俟醜奴、王慶雲等割據勢力，平定了隴西地區。後與爾朱世隆等擁立北魏節閔帝。
普泰二年閏三月壬戌（532年5月18日），爾朱兆、天光、爾朱度律、爾朱仲遠等合軍二十萬進攻高歡，史稱「韓陵之戰」，是役爾朱軍大敗。天光南逃，為斛斯椿所阻，不得渡黄河，遂為追兵所獲，和爾朱度律被擒送，押送給高歡，被斬於洛陽，年三十七。

## 生平

### 早年經歷
北魏孝明帝末年，先前因平定六鎮之亂迅速崛起的爾朱榮計劃向南擴張勢力，與天光密謀協商，並讓他掌管并州和肆州的兵馬。武泰元年二月癸丑（528年3月31日），孝明帝突然暴斃身亡，時人懷疑是胡太后的寵臣鄭儼所為。爾朱榮計劃南下洛陽掌控朝政，先派天光、親信奚毅和奴僕王相前往與當時在洛陽任官的爾朱世隆秘密商討皇帝的廢立問題，天光乃與元子攸（後來的孝莊帝）會面，將爾朱榮的想法告訴他，元子攸便同意了爾朱榮的計劃。於是爾朱榮藉口匡定朝廷，誅殺鄭儼、徐紇為孝明帝報仇，率軍向洛陽進發，仍以天光攝行肆州，鎮守後方。爾朱榮另立長樂王元子攸為帝，是為孝莊帝，進入洛陽後發動了河陰之變。建義初年，加授天光撫軍將軍、肆州刺史，長安縣開國公，食邑一千戶。同年九月（528年10月），爾朱榮前往討伐稱齊帝的變民首領葛榮，命天光鎮守晉陽，對他說：「我本人不能在的地方，只有你在能讓我放心。」
永安年間，加侍中、金紫光祿大夫、北秀容川第一酋長，又轉為衛將軍。永安二年三月壬戌（529年4月4日），孝莊帝命大將軍元天穆討伐稱漢王的變民首領邢杲，詔天光以原官使持節、假鎮東將軍、都督，隸屬元天穆軍，同年四月辛丑（5月13日），邢杲在濟南被擊破，投降後被押送洛陽斬首。不久後，南梁將領陳慶之趁著北魏主力討伐邢杲時，護送先前投靠南梁的北海王元顥往北進攻，所向披靡，元顥遂在睢陽稱帝，改年號為孝基。孝莊帝為了逃避元顥的攻勢，放棄洛陽逃走，元天穆與天光聞訊後跟南下的爾朱榮在河內會合，爾朱榮離開晉陽後，并州、肆州人心不安，爾朱榮乃命天光以原官兼尚書僕射，為并肆雲恒朔燕蔚顯汾并九州行臺，前往并州安撫整頓，天光到了并州後，部屬兵力、整頓軍紀，各部才安定下來。返回京師後，遷驃騎將軍、加散騎常侍，改封廣宗郡公，增邑一千戶，仍為左衛將軍。

### 平定隴西

#### 西討万俟醜奴
建義元年七月（528年8月），變民首領万俟醜奴在高平登極稱帝，叛變敗走的蕭寶夤也在不久前前往投靠，朝廷非常擔心，永安三年（530年），爾朱榮命天光使持節、督二雍（北雍州和南雍州）二岐（岐州和南岐州）諸軍事，加授驃騎大將軍、雍州刺史，授賀拔岳使持節、假衛將軍、左大都督，以征西將軍侯莫陳悅為右大都督，同時作為天光的助手，討伐万俟醜奴。天光以前就跟賀拔岳認識，得知要跟他同行非常開心，有事常上門訪問討論。
起初天光剛出發時，只有配備軍士一千人，其他的則動員洛陽以西的兵馬供他指揮。當時位於東雍州的赤水蜀變民阻斷了道路，孝莊帝詔侍中楊侃先行前往撫慰，並要求他們提供戰馬，雖然楊侃前往安撫，但變民軍仍遲疑不定。天光抵達潼關後，因軍隊不足兩千人，躊躇不前，賀拔岳說：「這些蜀賊只是一些鼠輩而已，你就如此遲疑，以後如果遇到大敵，該怎麼應戰啊。」天光說：「今天的事，全交給你去辦！」，於是賀拔岳在渭水北與蜀軍作戰，大破赤水蜀變民軍，獲得兩千匹戰馬，還將蜀兵其中的壯士編入軍隊之中。抵達雍州以後，又徵收民馬，合計有一萬餘匹，軍威大振，但是軍士人數太少，沒有繼續前進，爾朱榮得知後大怒，派遣騎兵參軍劉貴乘坐驛馬至大營譴責天光，打他一百棍，爾朱榮又加派兩千人增援天光。
同年三月（530年4月），万俟醜奴親率部眾包圍岐州，派他的大行臺尉遲菩薩和僕射万俟仵從武功南渡渭水，攻擊北魏的營壘。天光遣賀拔岳率一千騎兵增援，大破尉遲菩薩軍，生擒尉遲菩薩，取得他軍隊所有的馬匹，獲得騎兵三千，步兵萬餘人，軍用物資也全數被賀拔岳奪取。万俟醜奴得到消息後放棄岐州逃回安定，在平亭（今涇川縣北）設置營地。天光這時才離開雍州前往岐州，與賀拔岳合軍。四月（530年5月），天光行軍至汧水和渭水之間，對外宣稱說：「天氣要變熱了，不是征討的好時候，等到秋天涼爽之時，再做進一步打算。」每次万俟醜奴的間諜被抓到時，天光都加以安慰，然後放他回去。万俟醜奴相信了這項情報，派遣軍隊至細川附近四散耕田，派太尉侯伏侯元進領兵五千，在險要之處設置營地，且耕且守，在他的附近以一千人為一個單位紮營。天光知道他們的人員佈置之後，嚴密戒備。某一天吃晚飯的時候，天光暗中先派輕騎兵去背後斷路，以免敵軍逃跑，然後全軍進發。天快要亮的時候，圍攻侯伏侯元進的大營，攻克，生擒侯伏侯元進，將所有抓到的俘虜全都放回，其他還沒陷落的各營聽到後馬上望風投降。天光晝夜不停地趕往安定城下，万俟醜奴任命的涇州刺史侯幾長貴獻出城池投降。万俟醜奴放棄平亭逃走，打算投奔到高平，天光派賀拔岳以輕騎兵趕忙追捕他，隔天與万俟醜奴在平涼的長平坑遭遇，當時變民軍還沒有集中排好陣型，鮮卑人侯莫陳崇立刻單槍匹馬衝入變民軍中，在馬上生擒万俟醜奴，於是大聲宣布戰果，變民軍霎時間奔走逃命，而北魏軍的騎兵也越來越多，變民軍遂完全崩潰。天光隔天領軍圍逼高平，城中軍民便抓住蕭寶夤向天光投降。

#### 掃平王慶雲
万俟醜奴敗亡後，東自涇州、豳州，西到靈州的所有變民軍全向北魏投降，只有万俟醜奴任命的行臺万俟道洛拒絕投降，率軍六千人逃往深山。當時高平大旱，天光因為缺少草料，退到城東五十里處紮營牧馬，遣都督長孫邪利率兩百人行原州事，鎮守州城。万俟道洛與城中居民秘謀，襲殺長孫邪利和他率領的兩百人。天光與賀拔岳、侯莫陳悅趕往，万俟道洛出城應戰，失利，率領部眾西入牽屯山，以險自守，天光收回城池後也招降万俟道洛，但沒有成功。爾朱榮責備天光損失長孫邪利一名將領，又不能捉到万俟道洛，遣使打了他一百棍，降為散騎常侍、撫軍將軍、雍州刺史，把他的爵位降為侯爵。天光再向駐紮在牽屯山上的万俟道洛攻擊，万俟道洛戰敗，逃入隴山，投奔另一個在略陽的變民軍首領王慶雲，王慶雲認為万俟道洛驍勇善戰，非常高興，認為帝王大業可圖，於是在水洛城（位於今甘肅省莊浪縣東南）自稱皇帝，設置百官，以万俟道洛為大將軍。
天光想要前去討伐，但孝莊帝頻頻下詔阻止，爾朱榮也寫信說隴中地勢險要，加上天氣炎熱，等到冬天再行動，但是天光知道王慶雲可以制伏，於是準備進軍。七月，天光率眾進入隴山地區，抵達水洛城下，王慶雲和万俟道洛出城應戰，天光一箭射中万俟道洛的手臂，万俟道洛連忙丟掉弓向後撤退，天光便趁勢攻克水洛城東，變民軍遂聚集守衛水洛城西，但城中缺水，變民軍飢渴難耐，有投降的人告訴天光說王慶雲等想要突圍逃走，天光恐怕他們逃走，就遣使告訴王慶雲說：「到了現在這種地步，你可以早日投降，如果不敢馬上決定，今晚可以跟大家討論討論，明天早上再作答覆。」王慶雲等想要稍微休息，等待夜晚時趁機突圍，就跟天光說：「請等到明天。」天光對變民軍使節說：「我知道你們需要喝水，我向後稍稍撤退，讓你們汲取河水飲用。」變民軍十分開心，不再考慮逃走。於是天光秘密叫軍隊製作木頭做的長槍，槍長七尺，到黃昏的時候，佈置人馬，在城池周圍放置木槍組成的拒馬，在道路上更加倍放置，又使人埋伏於拒馬之中，防止變民軍逃跑，最後還命令人製作長梯放在洛水城北。當天晚上，王慶雲、万俟道洛果然騎馬率軍突圍，夜色黑暗，馬匹撞到木槍後紛紛傷亡倒地，這時拒馬中的伏兵趁機突襲，便將兩人同時擒獲，其餘部眾從城南出來後，遇到木槍無法前進，北魏軍士用長梯登上城北，變民軍進退兩難，束手無策，只好投降。天光等把變民軍的武器全部收走後，將他們全部坑殺，死亡人數有一萬七千人之多，他們的家屬也被分配給出征的官兵，於是三秦地區、河州、渭州、瓜州、涼州、鄯州都前來歸順。天光駐軍略陽，孝莊帝下詔恢復他以前的官位和爵位，又加侍中、儀同三司，增邑至三千戶。

### 另立新帝
秦州城城民密謀殺害刺史駱超，駱超發覺後投奔天光，南秦州人城民謀殺刺史辛琛顯，辛琛顯也逃走投奔天光，天光派兵前往這兩座城，把兩場叛亂都平定了下來。賀拔岳在平涼大破万俟醜奴的時候，變民軍將領夏州人宿勤明達投降天光，後來叛變向北而去，聚集部眾，進攻以前投降北魏的叱干麒麟，叱干麒麟向天光求救，天光派賀拔岳前去支援，還沒到的時候，宿勤明達就奔往東夏州，正好此時賀拔岳收到孝莊帝已經襲殺了爾朱榮的消息，不再追擊，回軍涇州等待天光，天光跟侯莫陳悅也東下到隴山與賀拔岳會師，準備直撲洛陽。孝莊帝詔侍中楊侃前往安撫天光，天光與賀拔岳密謀讓孝莊帝逃出洛陽，另立新君，於是上疏說：「臣實在沒有叛變之心，只不過盼望見陛下一面，以申訴爾朱家的冤屈。」又讓他的下屬上疏說：「天光密謀不軌，希望陛下加緊防備。」孝莊帝只好進封天光為廣宗王。
十月壬申（530年12月5日），爾朱兆和爾朱世隆共同推舉長廣王元曄當皇帝，大赦，改元建明。元曄也封天光為隴西王。後來天光聽聞爾朱兆等進入洛陽活捉孝莊帝，以輕騎前去向爾朱世隆等見面，不久便返回雍州。爾朱世隆等認為元曄血緣疏遠又沒有聲望，打算推舉廣陵王元恭作皇帝，遣使向天光報告，關西大行台郎中薛孝通也建議天光：「廣陵王是高祖（北魏孝文帝元宏）的侄子，從以前就有聲望，沉默不說話，一直這個樣子持續了很久，若能奉他為天下之主，一定符合天心民意。」天光便與爾朱世隆等逼元曄退位，擁立元恭登基，是為北魏節閔帝，天光也因此被加授開府儀同三司、兼尚書令、關西大行臺，後來又被封為大將軍。
隔年天光前往夏州，遣將討伐先前降而復叛的宿勤明達，普泰元年四月癸亥（531年5月25日），生擒宿勤明達，將他押送洛陽斬首。
先前參與誅殺爾朱榮計劃的楊侃逃回華陰，天光透過楊侃的岳父韋義遠，跟他盟誓，承諾會赦免楊侃，楊侃出來晉見天光後，天光把他誅殺，後來更派軍突襲在華陰楊侃的叔叔楊樁的家，不管老少通通殺死，財產全部沒收，節閔帝聞後惆悵惋惜很久，說不出話來，朝野知道後沒有人不悲痛憤怒。

### 兵敗身死

#### 高歡起事
普泰元年六月庚申（531年7月21日），高歡正式在信都（今河北省衡水市冀州區）起兵反抗爾朱氏，當時流民首領紇豆陵伊利和費也頭部族領袖万俟受洛干據有黃河以西的地區，沒有歸附朝廷，天光知道高歡起兵反抗後擔心不已，就不把軍事重心放在紇豆陵伊利等人身上，只稍微派兵防備而已。同年八月丙午（9月5日），爾朱仲遠和爾朱度律出軍討伐高歡，九月庚辰（10月9日），中央任命天光為大司馬，但天光並沒有出軍協助。十月壬寅（10月31日），高歡擁立的勃海郡太守元朗在信都城西登極稱帝，改元中興，史稱北魏後廢帝。高歡利用反間計擊敗了爾朱氏的聯軍，十一月庚辰（12月8日），高歡領兵攻打鄴城，相州刺史劉誕固守城池，中興二年正月壬午（532年2月8日），攻克鄴城，生擒刺史劉誕，同年三月丁丑（4月3日），元朗率百官進入鄴城。經過一連串事件後，高歡反抗軍的勢力逐漸轉強。

#### 遭叛被斬
早有叛心的驃騎大將軍斛斯樁遊說爾朱世隆徵召天光共赴洛陽，討伐高歡。爾朱世隆眼看高歡的勢力日漸增長，加上斛斯樁的勸說下，屢次徵召天光，但天光都不接受，爾朱世隆便派斛斯樁前往勸告，斛斯樁對天光說：「高歡作亂，只有大王你可以解決平定，怎麼可以眼睜睜看著宗族被消滅呢？」天光不得已只好東下，向雍州刺史賀拔岳詢問策略，賀拔岳說：「大王家跨據三方（天光在關西，爾朱兆在晉陽，爾朱仲遠在山東），兵強馬壯，高歡那種烏合之眾，怎麼有辦法與你們匹敵！只要你們同心協力，絕對無往不利，但假如骨肉間互相猜疑，則求生存都來不及了，哪裡還有能力制服他人！依下官所見，不如先鎮守關中以鞏固根本，分出一些精銳部隊前去與聯軍會師，這樣進可克敵，退可以自保。」天光不從。中興二年閏三月壬寅（532年4月28日），天光自長安發軍，留弟弟爾朱顯壽留守，與其他爾朱氏的軍隊在鄴城集結，號稱有二十萬人，在洹水兩岸紮營。
閏三月壬戌（5月18日），高歡在韓陵以寡敵眾大敗爾朱氏的聯軍，天光和爾朱度律想撤回洛陽，先前早有叛心的斛斯樁抓住機會，對都督賈顯度和賈顯智說：「現在不先抓住爾朱家的人，我們就會死無葬身之地！」晚上就在桑樹下結盟，約定加倍速度先回洛陽。斛斯樁欺騙爾朱世隆派遣到北中（黃河大橋北岸的橋頭堡）的外兵參軍陽叔淵，控制了天光他們返回洛陽的必經之路，太昌元年四月甲子朔（5月20日），斛斯樁屠殺爾朱氏的黨羽，回來的天光和爾朱度律想要進攻，正巧碰到大雨晝夜不停，士兵跟馬匹都疲憊不堪，弓溼弦軟也無法使用，只好向西，在雷波津（黃河大橋以西）被人生擒，兩人都被送去給高歡，高歡再將兩人送回洛陽，於是天光和爾朱度律一同在洛陽被斬首，年三十七。

## 家庭

### 夫人
- 元杀鬼，秦州刺史元某孙女，青州刺史元某第二女，武定二年(544年)在东魏邺城修德里去世，虚岁三十五
- 也列氏，后改嫁西魏骠骑大将军、仪同三司、豳州刺史、顺阳王元仲景[22]

## 評價
- 魏收：「爾朱家專制且肆意妄為，分裂天下，又各自佔據了一塊地盤。天光有平定了關西局勢的功勞，又不殘酷暴虐，與爾朱兆和爾朱仲遠不同啊。」[23]又論：「爾朱兆在晉陽，爾朱天光佔據攏右，爾朱仲遠坐鎮東南方，爾朱世隆掌控了朝政，當時他們廢立君主比下棋還容易，慶功行賞、施行刑罰都由他們決定。假使佈德行義，憂公忘私，脣齒相依，同心協力，則磐石之固，也不是不可能。然而他們(爾朱兆，爾朱仲遠，爾朱世隆)皆是庸才，志識不遠，爭奪的只有權力，喜愛的只有財物和女色，貪婪就像溪谷一樣深，更勝於豺狼，天下人對他們(爾朱兆，爾朱仲遠，爾朱世隆)失望，人人都懷有怨憤，遂讓勁敵得以從中阻撓，對內無法互相信任，對外和外人勾結。所以廣阿之役，葉落冰離；韓陵之戰，土崩瓦解。短短時間就被消滅殆盡，豈不可悲！左傳稱：『軍隊能夠獲勝在於內部團結和睦』，詩經云：『貪婪之人會敗壞事物的整體』，既貪婪又不團結和睦，難以成事阿。」[24]

## 延伸阅读
[在维基数据编辑]
 《魏書/卷75》，出自魏收《魏书》
 《北史·卷048》，出自李延壽《北史》
 《資治通鑑/卷152》，出自司馬光《資治通鑑》
 《資治通鑑·卷153》，出自司馬光《資治通鑑》
 《資治通鑑/卷154》，出自司馬光《資治通鑑》
 《資治通鑑·卷155》，出自司馬光《資治通鑑》